# باشگاه فوتبال استریکلند برادرز لیپیا
استریکلند برادرز لیپیا یک باشگاه فوتبال ساموآیی است که در لیپیا، ساموآ واقع شده است. این تیم در حال حاضر در لیگ ملی ساموآ بازی می‌کند.

## تاریخچه
منابع نشان می‌دهند که نام این باشگاه به تونایماتو بریز برای رقابت‌های قهرمانی جام لیگ برتر در سال ۲۰۰۴ تغییر یافت، و با این نام در لیگ ملی ساموآ در سال ۲۰۰۵ قهرمان شد، و همچنین دور مقدماتی مسابقات قهرمانی باشگاهی اقیانوسیه ۲۰۰۵ و ۲۰۰۶ رقابت کرد.